# Acid tricosilic
Acidul tricosilic (cunoscut și sub denumirea de acid tricosanoic) este un acid carboxilic liniar cu formula de structură restrânsă CH3-(CH2)21-COOH. Este un acid gras saturat, având 23 atomi de carbon. Se regăsește în natură în frunzele de Cecropia adenopus și în fenicul. Se mai găsește în cantități mici în lipidele diverselor specii vegetale.